# Čujská oblast
Čujská oblast (kyrgyzsky Чүй облусу, rusky Чуйская область) je nejsevernější oblast Kyrgyzstánu. Obklopuje hlavní město Biškek, které je na úrovni oblasti. Na severu a západě sousedí s Kazachstánem, na jihovýchodě s Issykkulskou oblastí, na jihu s Narynskou oblastí a na jihozápadě s Džalalabadskou a Talaskou oblastí. Jejím správním centrem je Biškek. Její celková rozloha je 19 895 km2 a v roce 2023 zde žilo 1 068 700 obyvatel. V oblasti žije početná ruská a dunganská menšina. Název je odvozen od řeky Ču.

## Historie
V roce 1926 se území dnešní oblasti stalo součástí nově vzniklé Kyrgyzské autonomní sovětské socialistické republiky. Oblast byla vytvořena v roce 1990. V letech 2003–2006 byl správním městem oblasti Tokmok.
V době existence Sovětského svazu se rozvíjelo v celé oblasti zemědělství a průmysl, což dalo vzniknout několika městům, jako jsou Tokmok, Kant a Kara Balta.

## Geografie
Na severozápadě oblasti se nachází Čujská kotlina. Díky úrodné půdě v kotlině se místní obyvatelé zabývají pěstováním pšenice, kukuřice, cukrové řepy, brambor, vojtěšky a různých druhů zeleniny a ovoce. Na jihu oblasti se vypíná pohoří Kyrgyzský hřbet, které tvoří hranici s Talaskou oblastí.

## Galerie

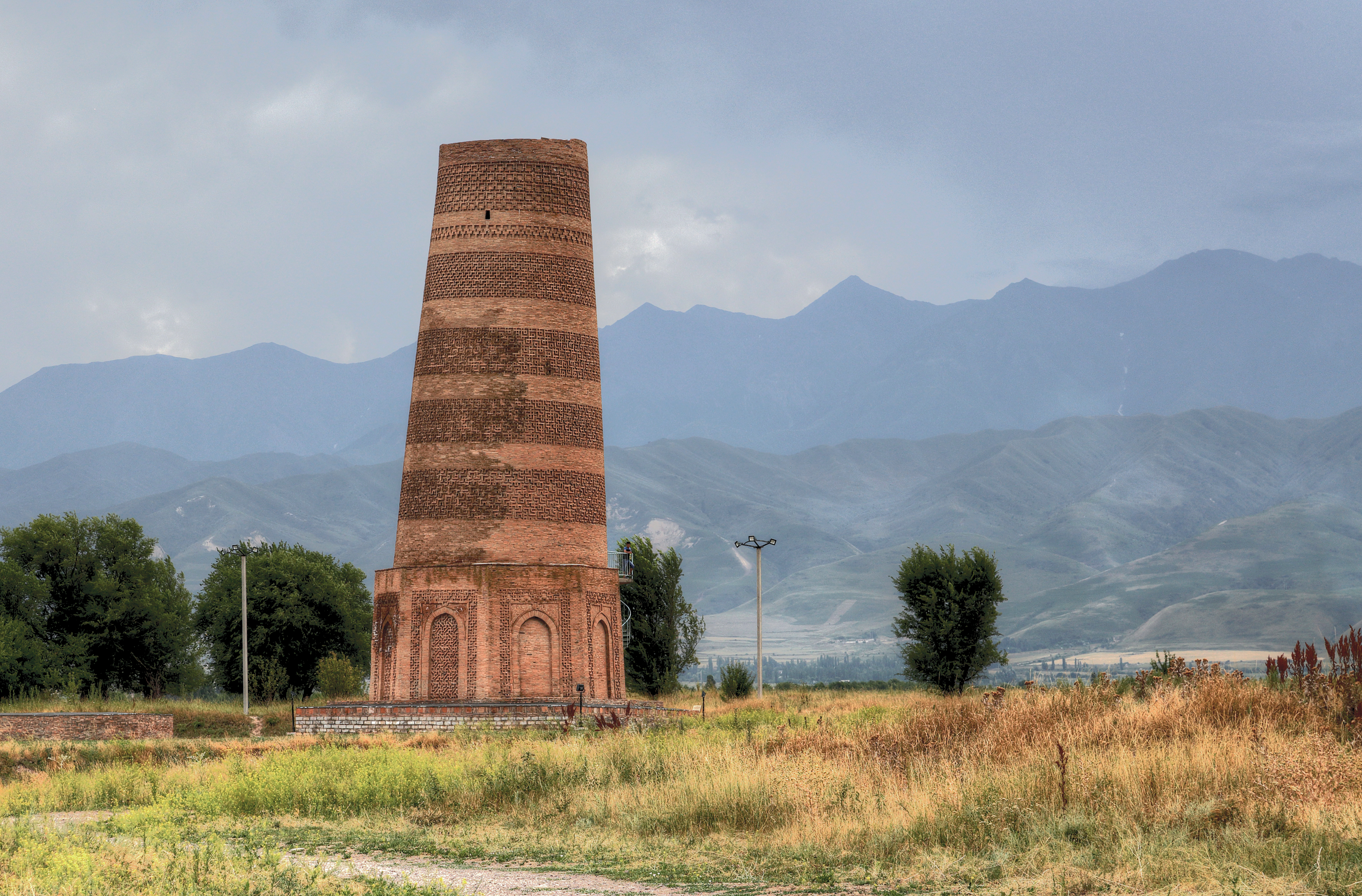
Věž Burana
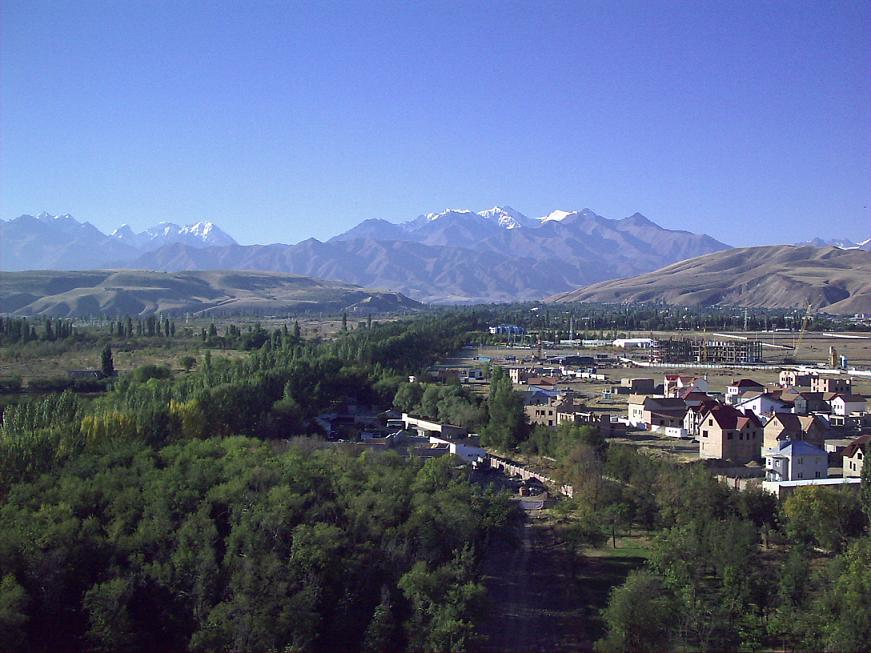
Jižní předměstí Biškeku
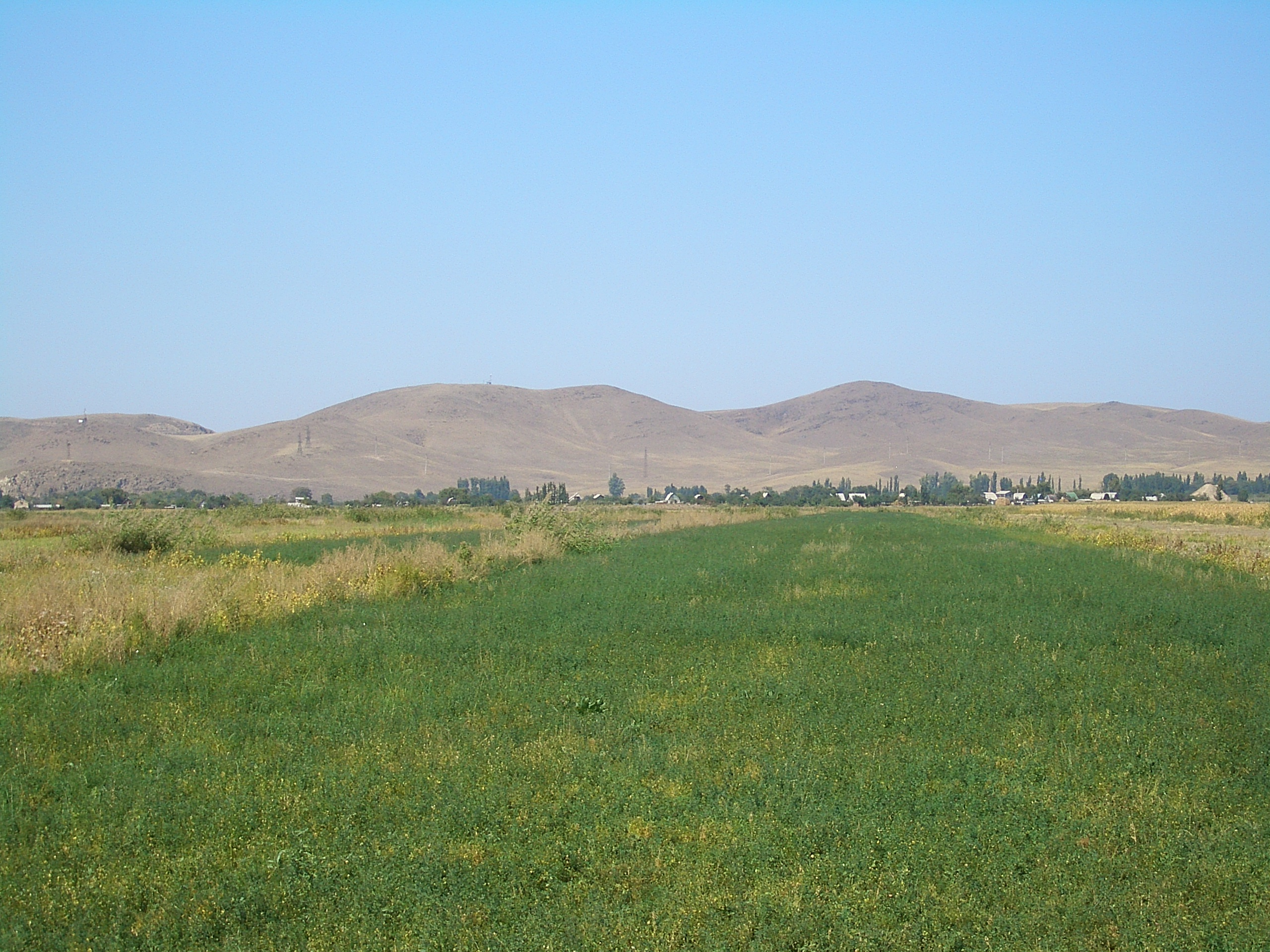
Čujská kotlina
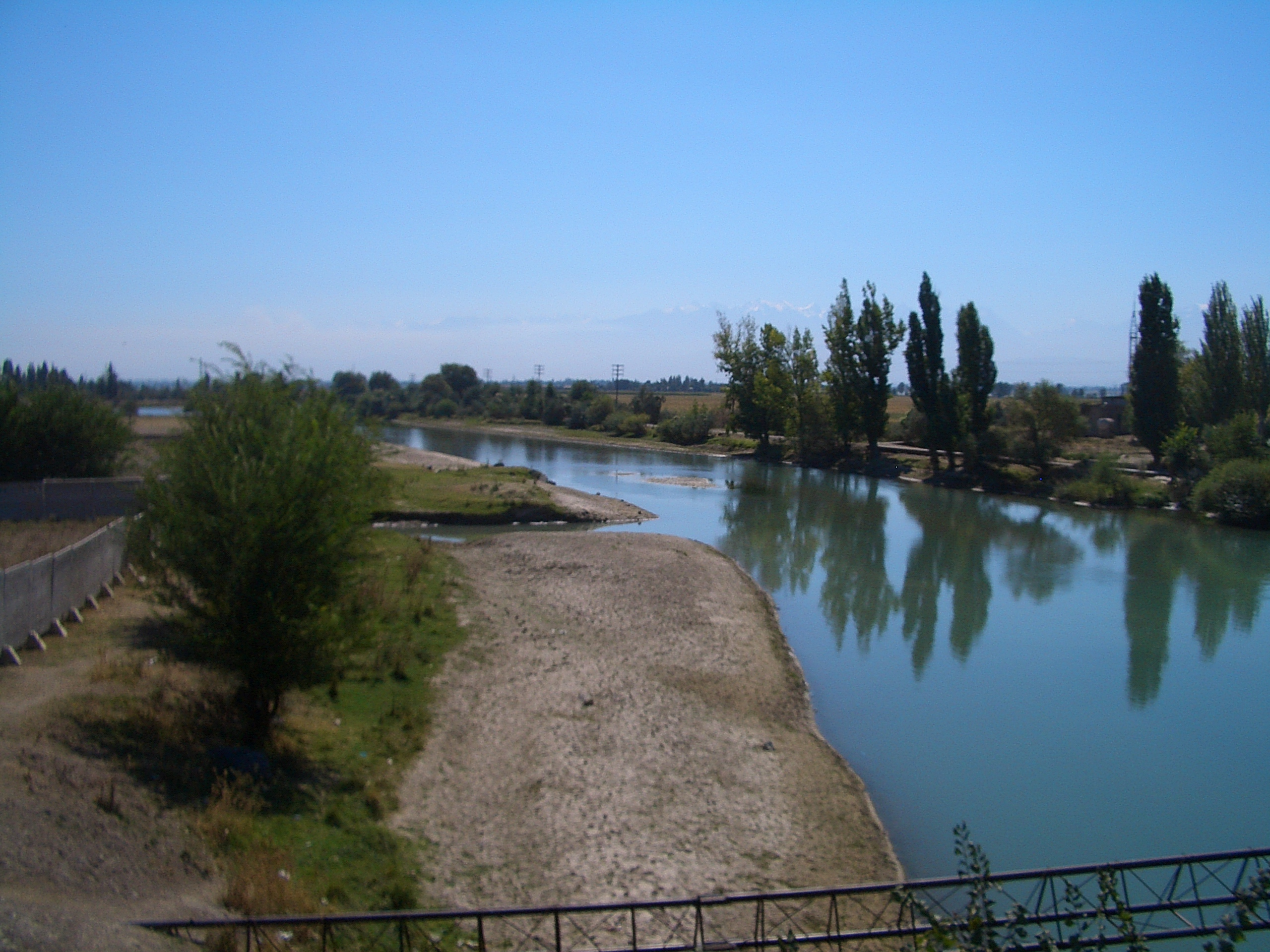
Pohled na řeku Ču